# História da Guiné Equatorial

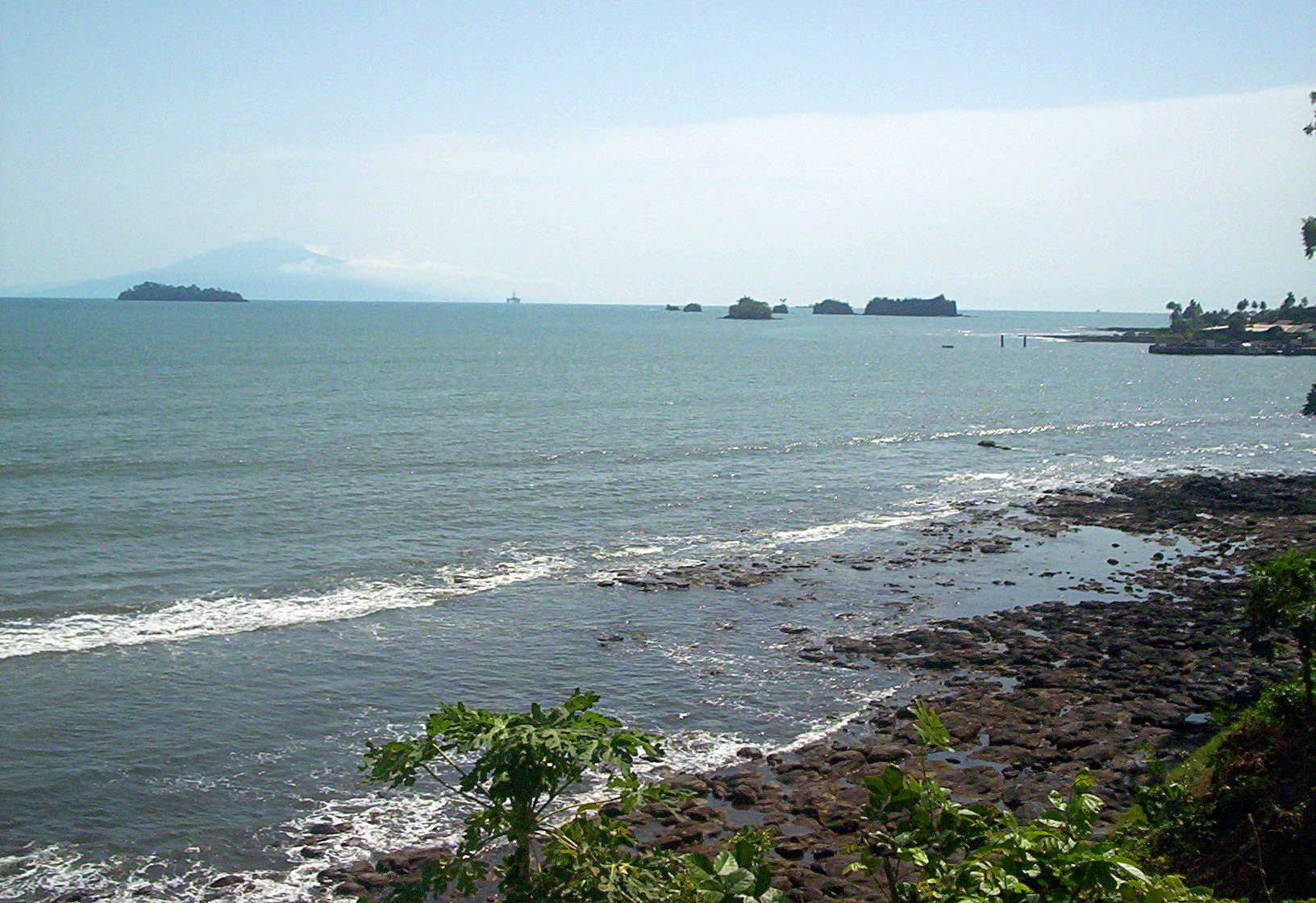
Bioko vista da costa cameronesa

O atual território de Guiné Equatorial assenta-se sobre medievais reinos tribais de escassa estruturação, sem dúvida surgidos pela influência da estruturas proto-estatais mais avançadas que se desenvolveram contemporaneamente na zona (como o Reino Oyo ou o Reino do Congo), assim como o reino Benga da ilha Mandj (depois chamada Corisco), o reino Bubi da ilha de Bioko e as vilas-estado dos clãs Fang da parte continental.
Existe a possibilidade de que a zona do Golfo de Guiné fosse visitada por Hanón, um general cartaginés que realizou uma viagem costeando a costa de África em finais do século VI a.C. ou começos do século V a.C.

## Domínio português

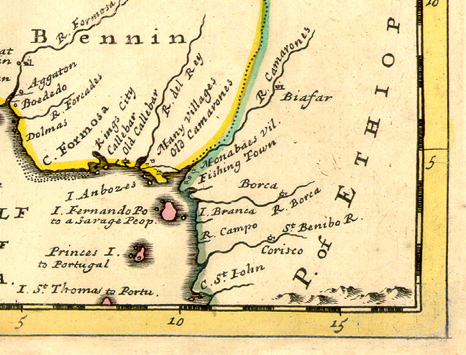
Mapa de 1729 mostrando o área geográfica do Golfo de Guiné onde se desenvolvem as culturas bubi, fang e benga, entre outras.

Foram navegantes portugueses os primeiros europeus que com certeza exploraram o golfo de Guiné em 1471. Fernão do Pó situou a ilha de Bioko nos mapas europeus nesse ano, procurando uma rota para a Índia, a qual baptizou Formosa (no entanto, foi no início conhecida pelo nome de seu descobridor).
Para 1493, D. João II de Portugal proclamou-se juntamente ao resto dos seus títulos reais como Senhor de Guiné e o primeiro Senhor de Corisco. Os portugueses colonizaram as ilhas de Bioko, Annobón e Corisco em 1494, e converteram-nas em postos para o tráfico de escravos.
Em 1641 a Companhia Holandesa das Índias Orientais estabeleceu-se sem o consentimento português na ilha de Bioko, centralizando ali, temporariamente, o comércio de escravos do golfo de Guiné, até os portugueses voltarem a fazer sentir a sua presença na ilha em 1648, substituindo a Companhia Holandesa por uma própria Companhia de Corisco dedicada ao mesmo comércio, construindo uma das primeiras edificações europeias na ilha, o forte de Ponta Joko.
Portugal vendeu mão de obra escrava a partir de Corisco com contratos especiais à França, a qual contratou até 49000 guineenses escravos, à Espanha e à Inglaterra em 1713 e 1753, sendo os principais colaboradores neste comércio os bengas, que tinham boas relações com as autoridades coloniais europeias (as quais por sua vez não intervinham na política interna do país, o que sem dúvida ajudava), e que também possuíam um sistema económico escravista próprio, sendo geralmente seus os servidores particulares os pamues e os nvikos.
As ilhas permaneceram em mãos portuguesas até março de 1778, depois dos tratados de San Ildefonso (1777) e do Pardo (1778), pelos quais cediam-se a Espanha as ilhas, juntamente com os direitos de livre comércio num sector da costa do Golfo da Guiné entre os rios Níger e Ogooué, em troca da disputada Colónia do Sacramento.

## Domínio hispano-britânico
A 17 de abril de 1778 o Conde de Arjelejo, sai de Montevidéu rumo a Bioko, para tomar posse dos territórios do Golfo de Guiné em nome de Espanha, mas morrerá quatro meses mais tarde. O segundo governador será Fernando Primo de Rivera, que o foi circunstancialmente de 14 de Novembro de 1778 a 30 de Outubro de 1780, momento no qual a missão espanhola decide regressar, desistindo de actuar no território e abandonando o estabelecimento de Concepção, primeiro e provisório centro administrativo.
Os britânicos ocuparam a ilha de Bioko entre 1827 e 1832 para lutar contra o tráfico de escravos fundando o estabelecimento de Port Clarence, posteriormente chamada Santa Isabel e hoje Malabo. Em 1836 o navegante espanhol José de Moros, visita Annobón, governada a ilha por Pedro Pomba. Os britânicos depois da sua saída de Bioko regressam em 1840, atacando várias dependências espanholas na ilha depois de propor a sua compra a Espanha. Para garantir os direitos de Espanha, envia-se a expedição de Juan José Lerena e Barry, que em Março de 1843 alçou o pavilhão espanhol em Santa Isabel (actual Malabo), recebendo a submissão de vários chefes locais, como o rei dos Bengas (ilha de Corisco), Bonkoro I.

## Domínio espanhol
A 13 de setembro de 1845, faz-se pública a Ordem Real pela qual a Rainha Isabel II autoriza a transferência para a região a todos os negros e mulatos livres de Cuba que voluntariamente o desejassem.
A partir de 1855 produz-se uma agitada época de lutas internas entre os bengas pela questão das lideranças locais, lutas que terminam em 1858 com a chegada do primeiro governador espanhol, Carlos de Chacón e Michelena, que nomeia tenente governador de Corisco, Munga I (enfrentado Bonkoro II) em 1858, deixando, de 1859 a 1875 uma guarnição espanhola na ilha que depois seria mudada para a ilha de Elobey Chico; dentro desta política de intervencionismo em 1864 o governador Ayllón nomeia o Rei de Elobey Grande, Bodumba. A 20 de Junho de 1861, publica-se a Ordem Real pela qual se converte a ilha de Bioko numa prisão espanhola. Em Outubro do mesmo ano dita-se a Ordem Real pela qual, os negros emancipados de Cuba ao não se oferecerem voluntariamente para imigrar a Guiné, iriam ser obrigados a embarcar de igual forma. Assim a estes 260 negros cubanos, unir-se-ão posteriormente prisioneiros políticos. A região será amplamente explorada por Manuel de Iradier y Bulfy, que teve a seu cargo duas expedições (em 1875 e 1884) que também teria por missão acabar com os levantamentos de várias vilas-estado Fang. Durante o período 1887-1897, vários representantes espanhóis estabelecem relações com o rei Moka de Bioko, que na segunda metade do Século XIX unificou todos os clãs bubi (seguir-lhe-ão Sas Ebuera entre 1899-1904 e Malabo entre 1904-1937, ano no qual o rei é encarcerado pelas autoridades espanholas). A porção continental, Rio Muni, converteu-se em protectorado em 1885 e em colónia em 1900, ano em que um tratado assinado em Paris determinou os limites do território reconhecido como espanhol.

## Século XX
Em 1909, as colónias espanholas de Elobey, Annobón, Corisco, Fernando Póo e Guinea Continental Española foram unidos sob uma administração única, formando os Territorios Españoles del Golfo de Guinea ou Guinea Española. Em 1935, a colónia foi subdividida em dois distritos: Fernando Póo (com a capital, Santa Isabel, incluindo a ilha de Annobón) e Guinea Continental (com a capital Bata, incluindo Corisco e Elobey). Em 1960, os dois distritos tornaram-se províncias ultramarinas de Espanha e designadas Fernando Póo e Río Muni. Em 1963 as províncias foram combinadas na região autónoma da Guinea Ecuatorial e, finalmente, em 12 de Outubro de 1968 tornaram-se num país independente, a Guiné Equatorial.
Em 1973 a ilha e província de Fernando Póo teve o seu nome mudado para Macías Nguema Biyogo (ou apenas Macías Nguema); o nome Río Muni mudou para Mbini; o nome da ilha de Annobón mudou para Pagalu; e o nome da capital mudou de Santa Isabel para Malabo. Em 1979, o nome de Macías Nguema Biyogo mudou para Bioko, o de Mbini voltou a ser Río Muni e Pagalu novamente Annobón (ou Ano Bom).
Em 1990, as províncias passaram a designar-se regiões e foram subdivididas em sete províncias.

## Século XXI
No início da década de 2010 país adotou o português como língua co-oficial.